# Lievin van Pottelsberghe
Lievin van Pottelsberghe, seigneur de ter Ast, Broecke, ter Dorent, Bays, Beauffort, Wissekercke, ten Rye, Merendree et Vinderhaute (Gand,1470/75 - 1531) est un noble flamand, qui descend d'une famille de Flandre orientale.

## Carrière
En 1504, il est bailli de Vinderhoute.
Il est receveur général des aides de Flandre, membre du conseil de Flandre, membre du Conseil de Flandre et du Conseil privé des Pays-Bas, maître des requêtes, bailli de la ville et du Pays de Termonde. 
En 1510, il achète la seigneurie de Wissekercke, Kruibeke et en 1516 seigneurie de Ast en Saint-Paul Waes.[source insuffisante] En 1515, il est haut-échevin de Waes.
Il fait de nombreux dons aux églises, couvents et hospices de Gand, notamment l'hospice Sainte-Catherine, dit Alyns hospitael, aux Hiéronymites pour leurs écoles et leurs étudiants.

## Famille
Il est issu d'une des familles les plus riches du Pays de Waes.
Sa date de naissance est présumée se situer entre 1470 et 1475. Son père est Lievin (mort en 1489), sa mère Lievine Snibbels (morte en 1513). Il épouse Lievine, dame de Steelant, issue de la noblesse wasienne, fille de Jean III de Steelant, esquier (1428-1487) et Catherine de Neve (1429-1532). Son beau-père était aussi Haut Echevin du Waes, ses beaux-frères étaient Herman de Steelant, Echevin de La Keure Gantoise et Jean IV de Steelant, escuier et Haut Echevin en 1479.[réf. nécessaire]
Il habita le Château de Wissekerke. Un seul fils François (1508-1540) devint majeur ; marié à Jacqueline de Bonnières, il resta sans héritiers directs ; son héritier fut Guillaume de Steelant, père de Servaes de Steelant, seigneur de Wissekercke.
Après sa mort, le 29 juillet 1531, sa veuve continua ses œuvres de bienfaisance. Sa « fondation des treize povres escolliers estudyans et apprendans la langue latine que on dist les Rouges Robbes », fut reprise par le séminaire de Gand en 1569. Ils furent enterrés à l'église Saint-Michel à Gand.
Lievin fut succeedé[Quoi ?] par Jean Rauwele, Haut Echevin en 1522.[réf. nécessaire]